# チオマ・アジュンワ
チオマ・アジュンワ (Chioma Ajunwa、1970年12月25日-)は、ナイジェリアの陸上競技選手である。彼女は、走幅跳の選手として1996年アトランタオリンピックに出場し、女子走幅跳においてアフリカの女性フィールド競技選手としてはじめての金メダルを獲得した。
元々はサッカー選手でナイジェリア代表として1991年世界選手権のメンバーにも選ばれていたが、出場機会はなく引退して陸上に専念。

## 主な実績
| 年   | 大会                   | 場所                         | 種目   | 結果 | 記録  |
| ---- | ---------------------- | ---------------------------- | ------ | ---- | ----- |
| 1989 | アフリカ陸上選手権     | ラゴス（ナイジェリア）       | 走幅跳 | 金   | 6.53m |
| 1990 | アフリカ陸上選手権     | カイロ（エジプト）           | 走幅跳 | 金   | 6.13m |
| 1991 | オールアフリカゲームズ | カイロ（エジプト）           | 走幅跳 | 金   | 6.67m |
| 1996 | オリンピック           | アトランタ（アメリカ合衆国） | 走幅跳 | 金   | 7.12m |
| 1997 | 世界室内陸上選手権     | パリ（フランス）             | 走幅跳 | 銀   | 6.80m |
| 1998 | アフリカ陸上選手権     | ダカール（セネガル）         | 走幅跳 | 金   | 6.78m |

## 自己ベスト
- 走幅跳 7m12 (1996年)